# مانون بوليجراف
مانون بوليجراف (بالهولندية: Manon Bollegraf) مواليد 10 أبريل 1964 في سيرتوخيمبوس، هي لاعبة كرة مضرب هولندية سابقة بدأت مسيرتها كمحترفة سنة 1985 وكانت تلعب باليد اليمنى، اعتزلت اللعب في 2000. كما أنها إحدى بطلات الجراند سلام. أعلى تصنيف لها في الفردي كان المركز الـ 29 في سنة 1990. أعلى تصنيف لها في الزوجي كان المركز الـ 4 في سنة 1998. سبق أن شاركت في دورة الألعاب الأولمبية الصيفية.

## بطولات حققتها
- فرنسا المفتوحة
- أستراليا المفتوحة
- بطولة أمريكا المفتوحة للتنس

## النهائيات

### نهائيات البطولات الكبرى

#### الزوجي: 1 (0–1)
| الحصيلة | السنة | البطولة  | الأرضية | الشريك      | المنافس                    | النتيجة       |
| ------- | ----- | -------- | ------- | ----------- | -------------------------- | ------------- |
| الوصافة | 1997  | ويمبلدون | عشبية   | نيكول أرندت | جيجي فرنانديز نتاشا زفريفا | 6–7(4–7), 4–6 |

#### الزوجي المختلط: 6 (4–2)
| الحصيلة | السنة | البطولة           | الأرضية | الشريك   | المنافس                                     | النتيجة            |
| ------- | ----- | ----------------- | ------- | -------- | ------------------------------------------- | ------------------ |
| الفوز   | 1989  | فرنسا المفتوحة    | ترابية  | توم نيسن | هوراسيو دي لا بينيا أرانتشا سانتشيث فيكاريو | 6–3, 6–7(3–7), 6–2 |
| الفوز   | 1991  | أمريكا المفتوحة   | صلبة    | توم نيسن | إميليو سانشيز أرانتشا سانتشيث فيكاريو       | 6–2, 7–6(7–2)      |
| الوصافة | 1993  | ويمبلدون          | عشبية   | توم نيسن | مارك وودفورد مارتينا نافراتيلوفا            | 6–3, 6–4           |
| الوصافة | 1996  | أمريكا المفتوحة   | صلبة    | ريك ليتش | باتريك غالبريث ليزا ريموند                  | 7–6(8–6), 7–6(7–4) |
| الفوز   | 1997  | أستراليا المفتوحة | صلبة    | ريك ليتش | جون لافني دي ياخر لاريسا نيلاند             | 6–3, 6–7(5–7), 7–5 |
| الفوز   | 1997  | أمريكا المفتوحة   | صلبة    | ريك ليتش | بابلو البانو مرسيدس باز                     | 3–6, 7–5, 7–6(7–3) |

### النهائيات الأولمبية

#### الزوجي: 1 (0–1)
| الحصيلة       | السنة | البطولة                        | الأرضية | الشريك              | المنافس                                  | النتيجة  |
| ------------- | ----- | ------------------------------ | ------- | ------------------- | ---------------------------------------- | -------- |
| المركز الرابع | 1996  | الألعاب الأولمبية الصيفية 1996 | صلبة    | بريندا شولتس مكارثي | كونتشيتا مارتينث أرانتشا سانتشيث فيكاريو | 1–6, 3–6 |

## روابط خارجية
- مانون بوليجراف على موقع رابطة محترفات التنس (الإنجليزية)
- مانون بوليجراف على موقع الاتحاد الدولي لكرة المضرب (الإنجليزية)
- مانون بوليجراف على موقع كأس بيلي جين كينغ (الإنجليزية)
- مانون بوليجراف على موقع بطولة ويمبلدون (الإنجليزية)
- مانون بوليجراف على موقع خلاصة التنس.كوم (الإنجليزية)
- مانون بوليجراف على موقع إي إس بي إن.كوم (الإنجليزية)
- مانون بوليجراف على موقع اللجنة الأولمبية الدولية (الإنجليزية)
- مانون بوليجراف على موقع أوليمبيديا (الإنجليزية)